# Lettland i Eurovision Song Contest 2016

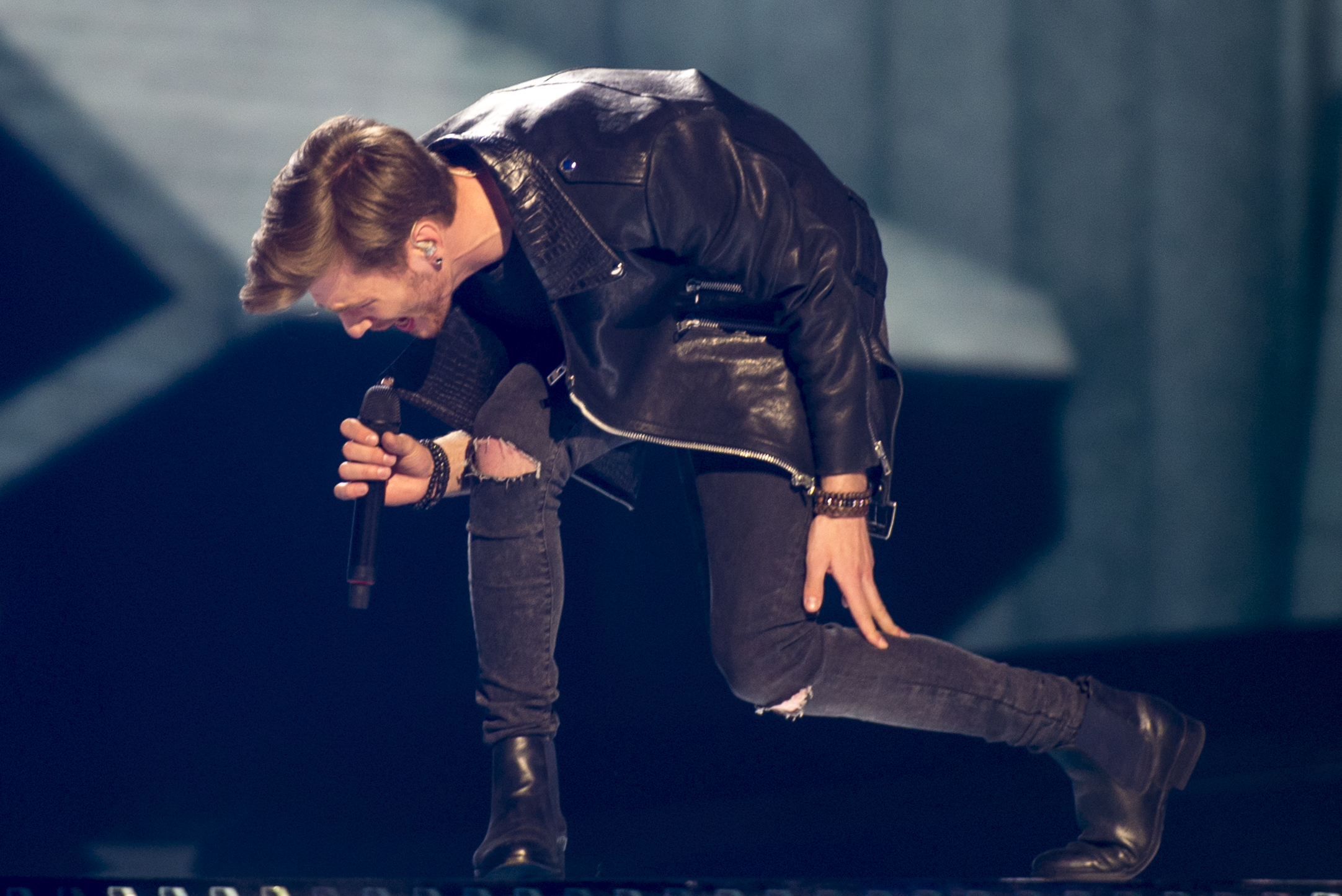
Justs Sirmais under en repetition före andra semifinalen av Eurovision Song Contest 2016 i Stockholm

Lettland deltog i Eurovision Song Contest 2016 i Stockholm med Justs Sirmais och låten "Heartbeat". Bidraget valdes genom den nationella finalen Supernova 2016 som organiserades av TV-bolaget Latvijas Televīzija (LTV).

## Bakgrund
LTV bekräftade sitt deltagande 27 maj 2015.

## Format
Supernova 2016 var den andra upplagan av programmet och är en musiktävling som väljer Lettlands bidrag till ESC 2016. LTV meddelade att målet med tävlingen är att hitta en låt som har internationell hitpotential och en artist som är karismatisk, begåvad och kan framföra den valda låten. Tävlingen inleddes den 7 februari 2016 och avslutades med en final den 28 februari 2016. Tio bidrag deltog i de två första semifinalerna, en sammanlagd semifinal där de bidrag som gick vidare i föregående del tävlar. Fyra bidrag gick vidare från varje program.

## Deltävling 1
Sändes 7 februari 2016. De bidrag med gul bakgrund gick vidare.
| Nr | Artist               | Låt                  |
| -- | -------------------- | -------------------- |
| 1  | Paula Dukure         | "Look in the Mirror" |
| 2  | ElectroFolk          | "Miracle Drums"      |
| 3  | Rūta Dūduma          | "Being a Friend"     |
| 4  | Ivo Grīsniņš Grīslis | "We Are the Light"   |
| 5  | Sabīne Berezina      | "My Inspiration"     |
| 6  | Edvards Grieze       | "New Day"            |
| 7  | Marta Grigale        | "Choices"            |
| 8  | Catalepsia           | "Damnation"          |
| 9  | Samanta Tīna         | "We Live For Love"   |
| 10 | Justs                | "Heartbeat"          |

## Deltävling 2
Sändes 14 februari 2016. De bidrag med gul bakgrund gick vidare.
| Nr | Artist         | Låt                   |
| -- | -------------- | --------------------- |
| 1  | Madara Grēgere | "You and I"           |
| 2  | Crow Mother    | "Demons"              |
| 3  | Samanta Tīna   | "The Love Is Forever" |
| 4  | Markus Riva    | "I Can"               |
| 5  | MyRadiantU     | "We Will Be Stars"    |
| 6  | Mārtiņš Ruskis | "Still Holding Stars" |
| 7  | Dvines         | "Set It on Fire"      |
| 8  | Marta Ritova   | "Not From This World" |
| 9  | Miks Dukurs    | "Paradise"            |
| 10 | Iluta Alsberga | "On Hold"             |

## Semifinal
Sändes 21 februari 2016. De bidrag med gul bakgrund gick vidare. Samanta Tina drog sig ur.
| Nr | Artist               | Låt                   |
| -- | -------------------- | --------------------- |
| 1  | Justs                | "Heartbeat"           |
| 2  | Markus Riva          | "I Can"               |
| 3  | Samanta Tīna         | "The Love Is Forever" |
| 4  | Catalepsia           | "Damnation"           |
| 5  | Marta Grigale        | "Choices"             |
| 6  | Ivo Grīsniņš Grīslis | "We Are the Light"    |
| 7  | MyRadiantU           | "We Will Be Stars"    |
| 8  | Marta Ritova         | "Not From This World" |
| 9  | Miks Dukurs          | "Paradise"            |
| 10 | Iluta Alsberga       | "On Hold"             |

## Finalen
| Nr | Artist       | Låt                   | Telefonröster | Placering |
| -- | ------------ | --------------------- | ------------- | --------- |
| 1  | Catalepsia   | "Damnation"           | 18,914        | 2         |
| 2  | MyRadiantU   | "We Will Be Stars"    | 6,651         | 3         |
| 3  | Justs        | "Heartbeat"           | 20,725        | 1         |
| 4  | Marta Ritova | "Not From This World" | 5,041         | 4         |

## Under ESC
Lettland deltog i SF2 där de senare nådde finalplats. I finalen hamnade de på 15:e plats med 132p.